# Reichsabtei Stablo-Malmedy
Die Reichsabtei Stablo-Malmedy, auch Fürstabtei Stablo-Malmedy (lat. Abbatia imperialis Stabulensis et Malmundariensis) genannt, war ein geistliches Territorium im Heiligen Römischen Reich im Ardennerwald auf dem Gebiet des heutigen Belgien. Die Anfänge lagen im Jahr 648, womit die Doppelabtei eines der frühesten Zentren christlicher Kultur in den Niederlanden ist. Das doppelte Benediktinerkloster wurde nach einer Zeit des Niedergangs im Sinne von Gorze und später der kluniazensisch beeinfußten lothringischen Mischobservanz reformiert und so selbst zu einer Reformabtei des hohen Mittelalters. Sie verlor im Spätmittelalter an Bedeutung und erlebte in der frühen Neuzeit mit der Orientierung an der Bursfelder Kongregation einen neuen Aufschwung. Insbesondere im 17. und frühen 18. Jahrhundert wurde die Doppel-Abtei von Kommendataräbten geleitet. Die Geschichte der Reichsabtei endete 1792–1796. Sie bestand im Wesentlichen aus den in Personalunion verbundenen Klöstern Stablo und Malmedy und dem zugehörigen Territorium.

## Lage, Besitzungen und Territorium
Das Territorium der Fürstabtei, also das weltliche Herrschaftsgebiet des Abtes von Stablo-Malmedy als Reichsabt und später als Reichsfürst, lag auf dem rechten Ufer der Maas in den Ardennen. Es bestand gegen Ende des 18. Jahrhunderts aus den beiden Klöstern und ihrem jeweiligen Umland als Fürstentum Stablo, darüber hinaus aus der Grafschaft Logne sowie aus den Gebieten Xhignesse und Hamoir. Wichtige Orte neben den Klosterstandorten und Städten Stablo und Malmedy waren Wellin und Leignon. Weitere Besitzungen der Abtei lagen im Haspengau, an der Maas, dem Rhein und der Mosel.
Im Norden und Westen grenzte das eigentliche Territorium an das Hochstift/Fürstentum Lüttich und an das Herzogtum Limburg. Im Süden und Osten lag das Herzogtum Luxemburg.
Das Gebiet wurde von den Flüssen Ourthe, Amel und Lesse durchflossen. Eine alte Römerstraße von Lothringen nach Köln und eine weitere von Arlon nach Namur durchquerten das Gebiet.
Die Bevölkerung sprach zum Teil Französisch und zum Teil die wallonische Sprache, den regionalen Dialekt.

## Geschichte

### Früh- und Hochmittelalter

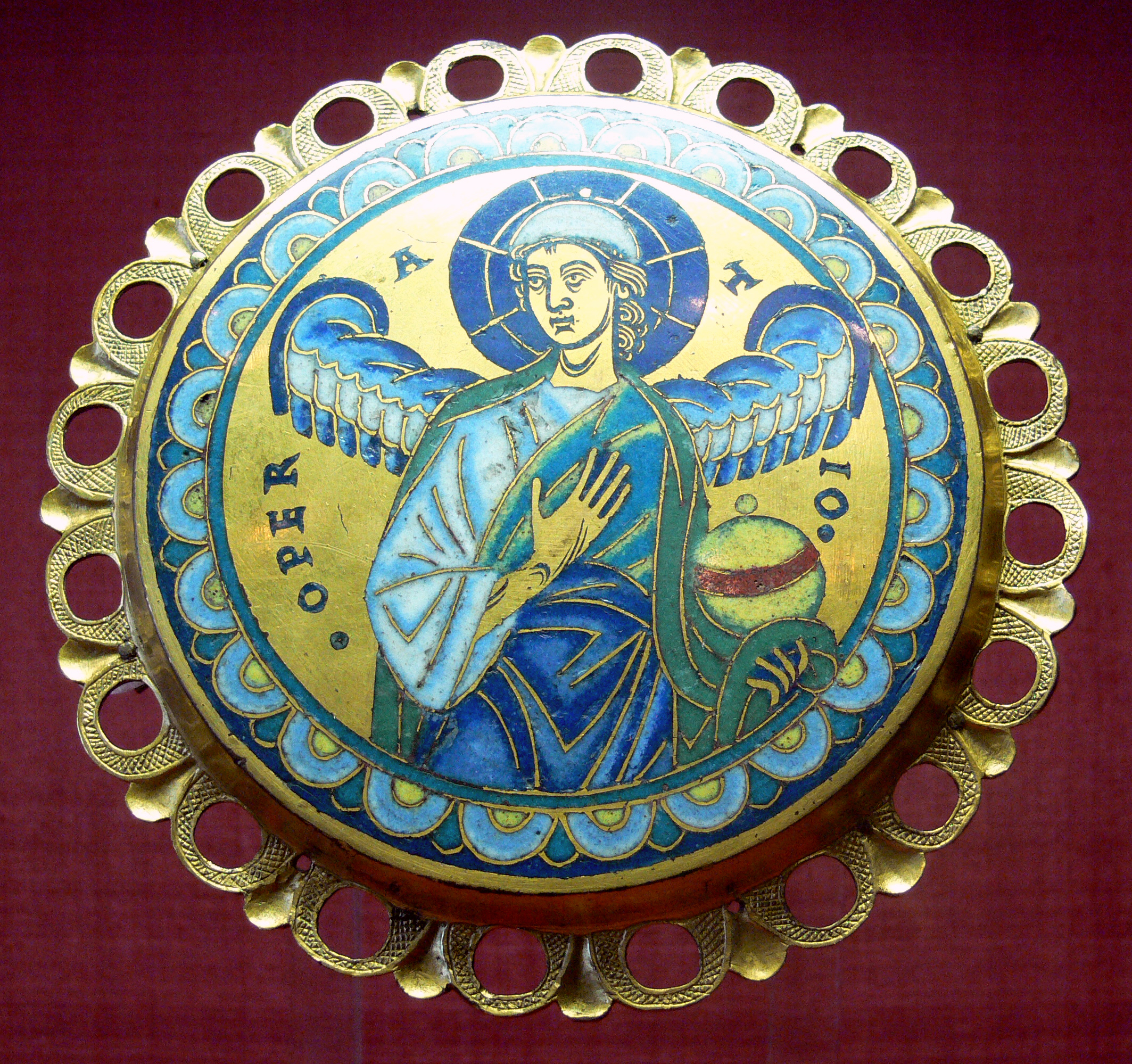
Medaillon mit Darstellung der OPERATIO vom ehemaligen Retabel des hl. Remaklus im Kloster Stablo; Maasland, um 1150, Grubenschmelz auf Kupfer, vergoldet

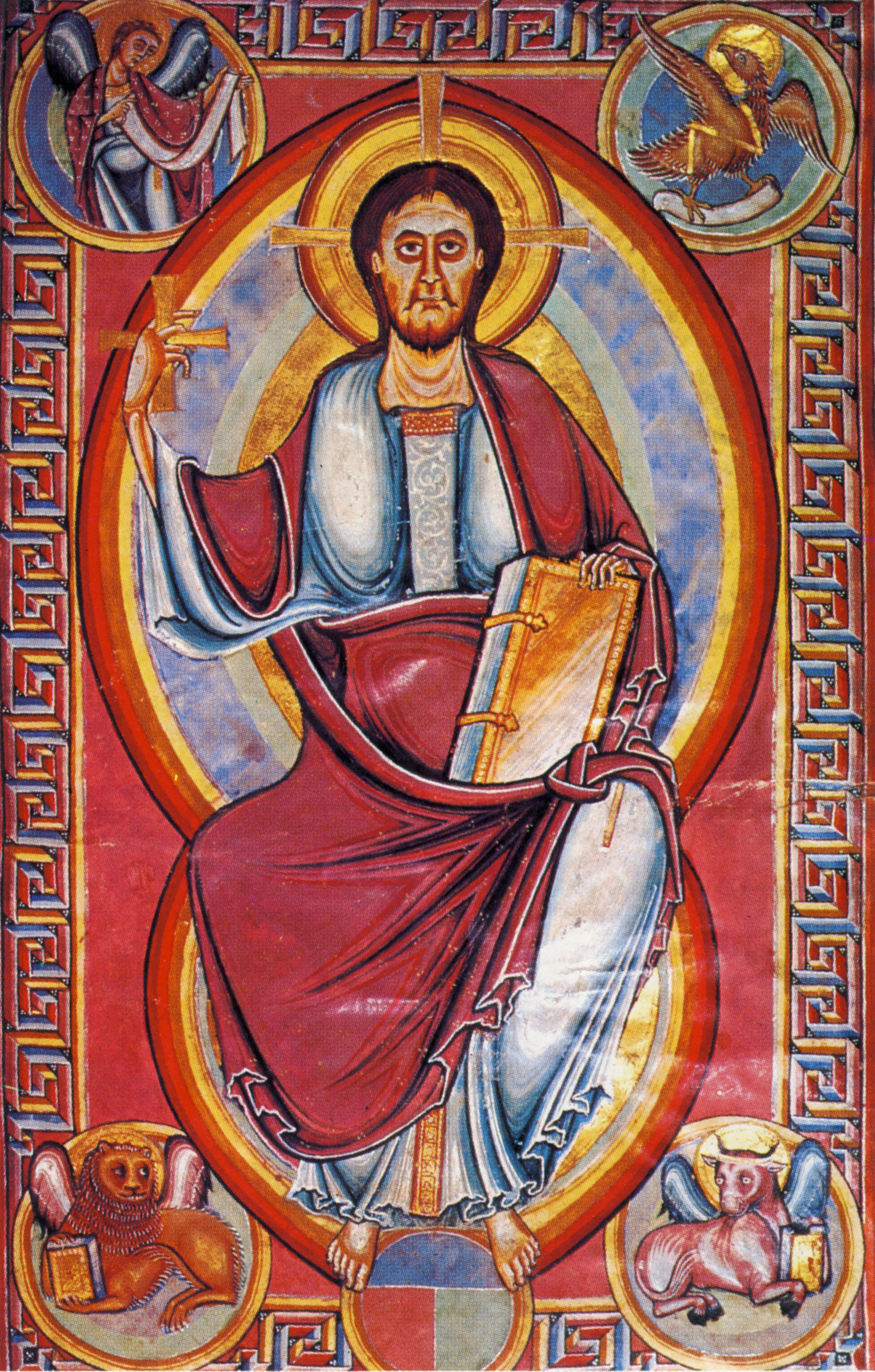
Miniatur-Seite aus der „Bibel von Stablo“ um 1093/97

Der karolingische Hausmeier Grimoald gründete um 648 auf Fiskalgut die Mönchsklöster Stablo und Malmedy als männliche Doppelabtei, die König Sigibert III. mit Grundbesitz ausstattete. Dabei unterstand Stablo zu jener Zeit dem Bistum Lüttich, Malmedy der Diözese Köln. Der anfängliche Besitz war mit einem Durchmesser von 12 Meilen recht umfangreich, wurde aber einige Zeit später auf etwa die Hälfte verkleinert.
Erster Abt und eigentlicher Gründer war seit 648/650 der hl. Remaclus. Die ersten Mönche lebten wohl nach einer columbanisch-benediktinischen Mischregel. Erst später gingen sie ganz zur Benediktsregel über. Bis 744 wurde das Kloster von Abtbischöfen geleitet, danach garantierte König Childerich III. dem Kloster erstmals Immunität und freie Abtswahl. Einer der bedeutenden Nachfolger des Remaclus war Bischof Agilolf von Köln. In späterer Zeit wurde der Abtstuhl häufig durch weltliche Laien insbesondere durch Herzöge von Lothringen besetzt. Im 9. Jahrhundert erhielt Malmedy die Reliquien des hl. Quirinus († um 320) und seiner Gefährten, wofür zu Beginn des 13. Jahrhunderts ein kunstvoller Schrein gefertigt wurde. Um 870 wirkte in Stablo der Theologe Christian von Stablo, was zu einem Aufblühen der Klosterschule führte. Die Normannen plünderten im Jahr 881 die Abtei Stablo und vertrieben den Konvent zeitweise. Zudem war die Regierung der Laienäbte (843–938) für die Abtei und die Klosterzucht der Mönche eher nachteilig, wenngleich durch eine vom fränkischen König Lothar II. im Jahr 862 verfügte Mensateilung der Bestand des Mönchskonvents gesichert war. Zu Anfang des 10. Jahrhunderts erhielt das Kloster Malmedy den Leib des hl. Justus. Abt Odilo (937–954) begann mit der baulichen und geistlichen Erneuerung und führte die Grundsätze der Gorzer Reform ein. In Odilos Abbatiat gewährte König Otto I. der Mönchsgemeinschaft erneut die freie Abtswahl. Anno 980 bestätigte Kaiser Otto II. die Unterordnung der Abtei Malmedy unter Stablo, was bis ins 11. Jahrhundert zu Rangstreitigkeiten unter den beiden Klöstern führte und ihr Verhältnis belastete. Auch in späteren Jahrhunderten loderte dieser Konflikt zuweilen immer einmal wieder auf. In Malmedy konnte anstelle der von den Ungarn zerstörten ersten Kirche um Jahr 992 eine neue Klosterkirche geweiht werden. Unter Abt Poppo (1020–1048) schloss sich die Abtei der sog. lothringischen Mischobservanz an, die er von Stablo-Malmedy aus in weiteren Klöstern Lothringens verbreitete. Poppo von Stablo diente auch als enger Berater und Diplomat den Kaisern Heinrich II., Konrad II. und Heinrich III., die seine Reformbemühungen unterstützten. In seine Regierungszeit fiel der endgültige Wiederaufbau des Klosters und der Bau der Kirche von Stablo. Heinrich III. bestätigte Abt Poppo anlässlich der Weihe der Abteikirche von Stablo (1040) sämtliche Besitzungen und Rechte sowie die Struktur als Doppelabtei Stablo-Malmedy. Im Verlauf des Mittelalters wurde die Abtei dann mit dem Privileg voller Immunität ausgestattet und damit zu einem Reichskloster. Die ebenfalls in dieser Epoche erlangte teilweise Exemtion des Klosters sicherte Stablo-Malmedy auch die geistliche Unabhängigkeit vom eigentlich zuständigen Bischof von Lüttich.
Dennoch beanspruchte Erzbischof Anno von Köln, der die Abtei Malmedy 1056 vom Kaiser erhalten hatte, unterstützt von den Mönchen aus Malmedy, zeitweise die Besitzungen des Klosters Malmedy. Anno beabsichtigte durch die Einsetzung eines Abtes aus Brauweiler und die Übertragung der Vogtei an Graf Konrad I. die Loslösung Malmedys von Stablo zu erreichen. Letztendlich konnte der Kölner Erzbischof sich jedoch bei Kaiser Heinrich IV. damit 1071 nicht gegen den erbittert Widerstand leistenden Abt Theodorich (1048–1080) durchsetzen. Erst im 12. Jahrhundert erscheint die Unabhängigkeit der Doppelabtei durch Privilegien der Kölner Erzbischöfe Friedrich I. und Arnold I. gesichert, wobei Erzbischof Friedrich 1128 auch die Unterordnung Malmedys unter Stablo zugestand. Abt Wibald (1130–1138) war nicht nur ein bedeutender Gelehrter und Stifter, sondern hat unter Lothar III., Konrad III. und Friedrich I. eine wichtige reichspolitische Rolle gespielt. Er erwirkte von Lothar III. eine Urkunde mit einer goldenen Bulle, die die Zugehörigkeit zum Reich auf immer festschrieb. Wibald förderte in Stablo besonders die Goldschmiedekunst (Büste des Poppo von Stablo, Retabel mit Remaclus-Szenen, beides Werke des Godefroid de Claire).
Die Vogtei über das Klostergebiet besaßen die Herzöge von Niederlothringen bis diese am Ende des 12. Jahrhunderts auf die Grafen von Luxemburg und Namur überging, die das Kloster gerade in der Zeit Kaiser Karls IV. förderten.

### Spätmittelalter
Bis zum späteren Mittelalter hatte sich der Besitz des Doppelklosters zu einer weitgehend geschlossenen Territorialherrschaft entwickelt. Die Äbte des Spätmittelalters waren jedoch in geistlicher und politischer Hinsicht wenig bedeutend. Abt Heinrich von Geldern, der zugleich Bischof von Lüttich war, wurde etwa wegen seines unwürdigen Lebensstils von Papst Gregor X. abgesetzt. Neben Mönchen wurden auch Mitglieder mächtiger Familien oder Weltgeistliche zu Äbten von Stablo-Malmedy. Etliche von ihnen waren militärisch in Fehden verstrickt und teils sittenlos. So kam es im Jahr 1307 in Malmedy zu einer Verletzung der Klosterimmunität, wobei drei Mönche des Klosters durch Bürger von Stablo getötet wurden. Spätestens seit 1376 begannen sich die Äbte als Fürsten zu bezeichnen, ohne jedoch noch eine nennenswerte Rolle im Reich zu spielen. Einfluss hatten auch die Vögte in dieser Zeit. Wichtige Besitzungen wie die Burg Logne wurden etwa an die Herren von Arenberg verpfändet, die das Land prägten. Nach einer Phase des Niedergangs begannen ab 1438 neue Reformbemühungen, die aber nicht nachhaltig waren.

### Frühe Neuzeit

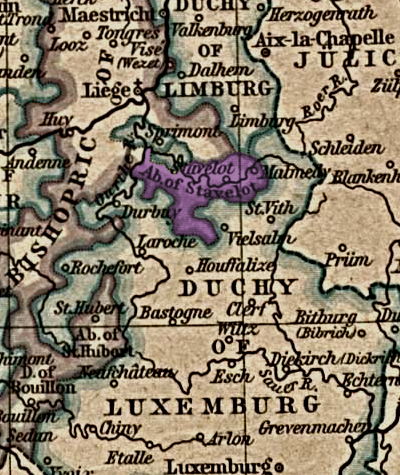
Das Stiftsgebiet der Doppelabtei im 16. Jahrhundert (Karte um 1600, Nachdruck von 1923)

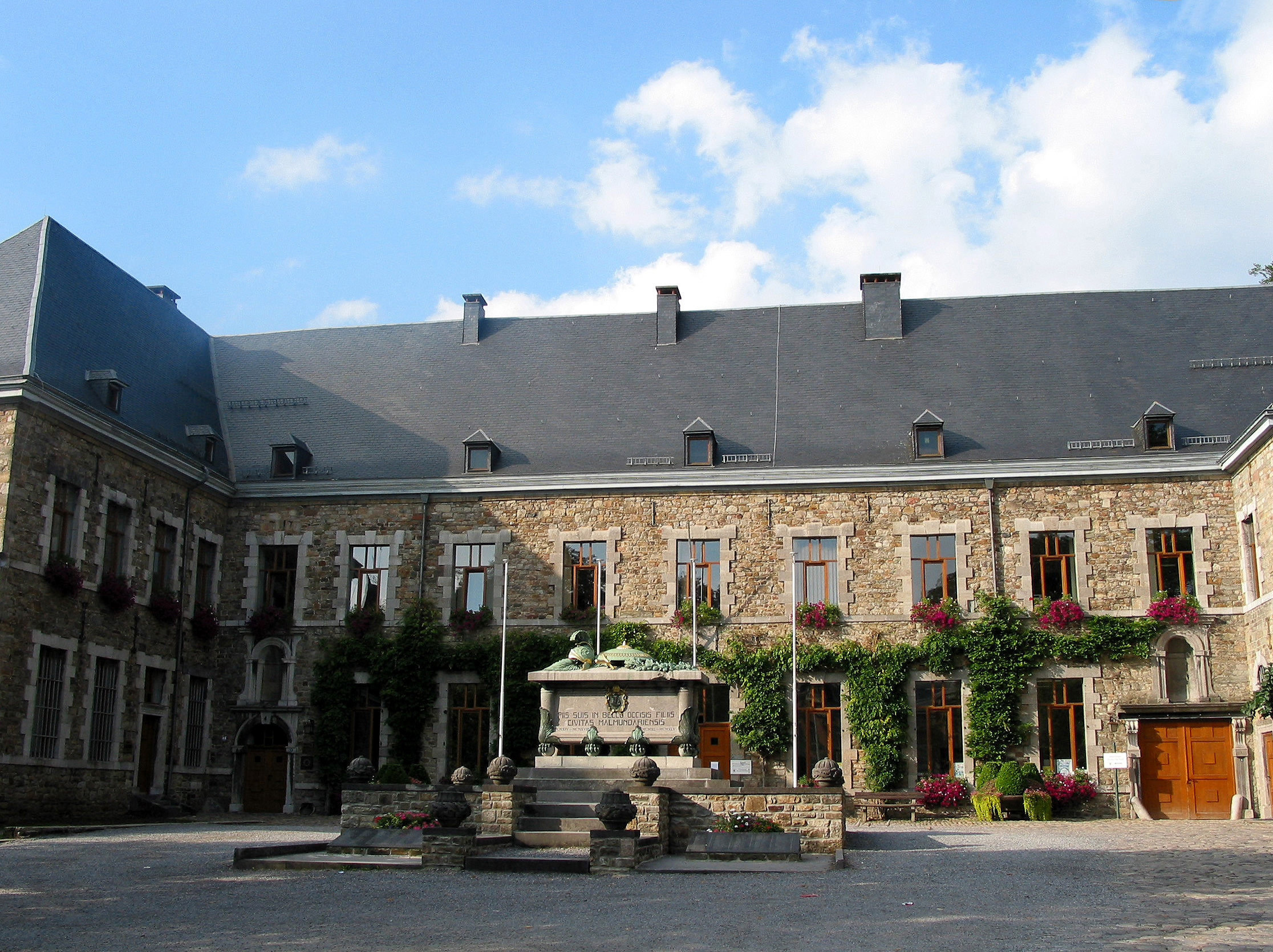
Konventsgebäude in Malmedy

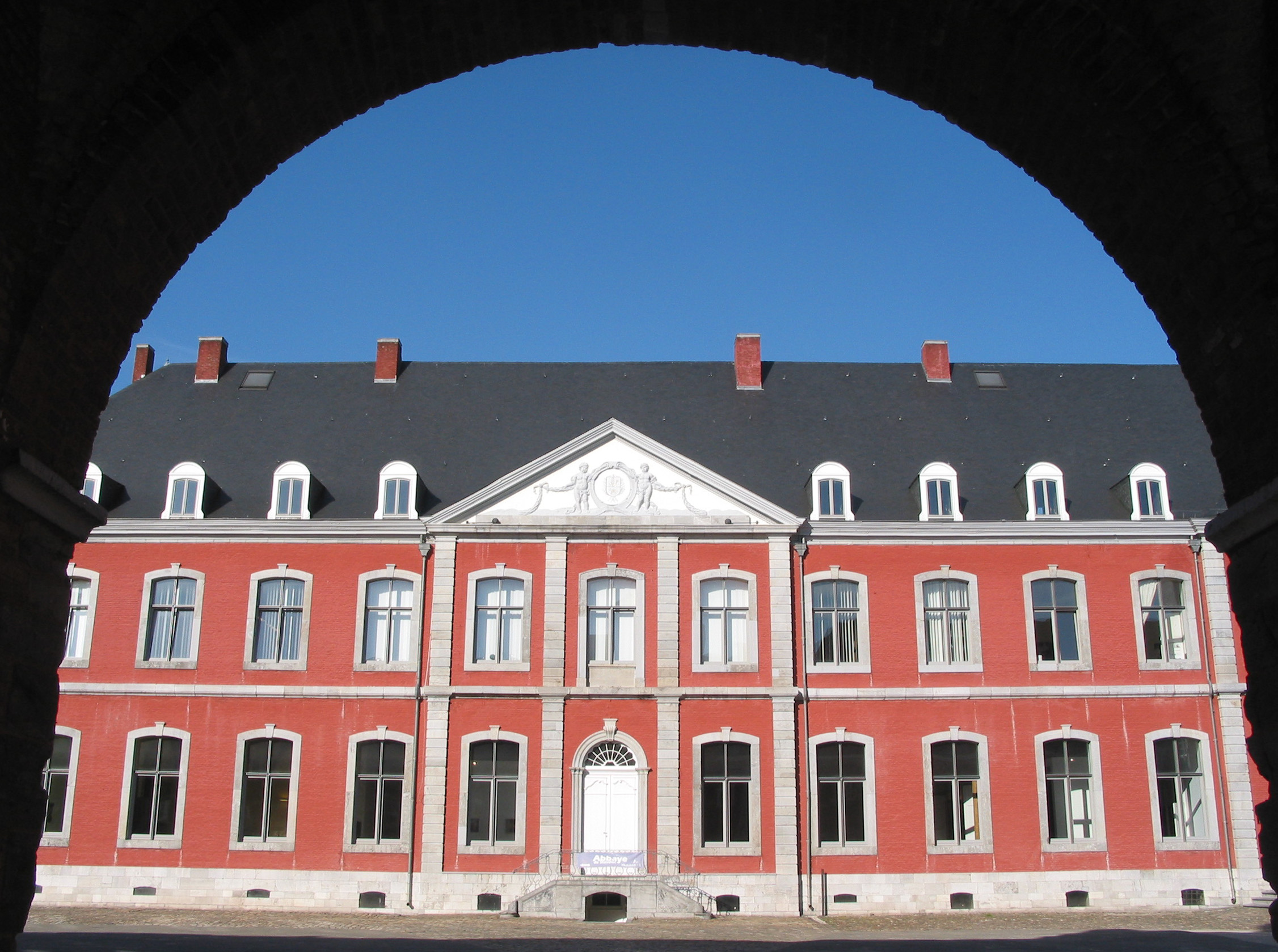
Konventsgebäude in Stablo

Nach dem Tod des schwachen Abtes Caspar Poncin (1460–1499) wählte der Konvent Wilhelm von Manderscheid zum Abt (1499–1546) in der Hoffnung, mit Hilfe von dessen einflussreicher Familie die Position von Stablo und Malmedy etwa gegenüber den Arenbergern zu stärken. Unter Wilhelm, der auch Abt der Abtei Prüm war, setzte ein neuer Aufschwung ein, indem das innere Klosterleben nach den Grundsätzen der Bursfelder Union geregelt wurde. Der offizielle Beitritt zu diesem Klosterverband erfolgte allerdings erst 1654. Doch begann mit Wilhelm auch die Ära von Laienäbten (Kommendataräbte), die von 1576 bis 1731, also bis ins frühe 18. Jahrhundert, anhielt. Ihm gelang es mit Unterstützung von Kaiser Karl V., die Herrschaft über Logne zurückzugewinnen. Weil die Burg nur noch eine Ruine war, ließ er ein neues Schloss bauen, das dem Fürstabt als Residenz diente. Auch waren dort das Archiv und die Kasse untergebracht. An der Abteikirche von Stablo wurde der Westturm erbaut. In Malmedy ließ Abt Wilhelm das 1482 zerstörte Abteiviertel und die 1521 durch Brand beschädigte Klosterkirche neu erbauen. Wilhelms Neffe, Christoph von Manderscheid-Kail (1547–1576) setzte als Koadjutor und Nachfolger den Aufbau fort und widersetzte sich dem Eindringen des Protestantismus. Nach einem Brand wurde in Stablo in den Jahren 1534 bis 1555 die Abteikirche neu erbaut. In Malmedy brannte der Heerführer Graf Martin Schenk von Nideggen 1587 Kirche und Abtei nieder, außerdem wurde der Quirinus-Schrein geraubt.
Insbesondere die Grenzlage der Doppelabtei war sowohl in politischer als auch in wirtschaftlicher Hinsicht ungünstig: Sowohl die Begehrlichkeiten der territorialen Nachbarn als auch die Kommendataräbte, die zumeist den Adelshäusern Bayern und Fürstenberg entstammten, schwächten die Klosterdisziplin und die ökonomische Lage:
Die Unabhängigkeitsbestrebungen in den Niederlanden gefährdeten die Reichsabtei in ihrem Bestand. Es kam zu Plünderungen durch auswärtige Truppen. In der Folge kamen die Äbte aus dem Haus Wittelsbach. Dazu zählten etwa 1580 Ernst von Bayern (1581–1612), Ferdinand von Bayern (1612–1650), Wilhelm II. von Bayern (1650–1658) und Maximilian Heinrich von Bayern (1657 bzw. 1658–1660). Bis auf Wilhelm waren sie zugleich Kurfürsten von Köln. Unter ihrer Herrschaft kam es immer wieder zu Übergriffen von fremden Soldaten auf das Territorium der Abtei. So brannten Truppen König Ludwigs XIV. von Frankreich 1689 das Kloster Malmedy nieder. Immerhin promulgierte Papst Alexander VIII. am 8. August 1690 die freie Abtswahl durch die Benediktinermönche von Stablo-Malmedy.
Im 18. Jahrhundert ließ Abt Joseph de Nollet (1741–1753) die Klostergebäude in Stablo in größerem Aufriss neu errichten. Nach der Jahrhundertmitte wurde zudem in Malmedy, nachdem 1701 ein Blitzeinschlag die alte Kirche zerstört hatte, von 1775 bis 1781 eine neue Klosterkirche erbaut, diese diente später ab 1819 als Pfarrkirche und avancierte in den 1920er Jahren zur Kathedrale des kurze Zeit bestehenden Bistums Eupen-Malmedy. Der letzte Abt Célestin Thys floh 1792 vor den französischen Revolutionstruppen, 1794 trat auch der Konvent die Flucht nach Deutschland an. Das Territorium der gesamten Fürstabtei wurde 1795 besetzt und an Frankreich angegliedert. Ein Jahr später wurden beide Klöster aufgehoben, die Güter verkauft und die Abteikirche von Stablo abgerissen. Auf dem Wiener Kongress fielen die zum Erzbistum Köln gehörenden Gebiete mit Malmedy an Preußen. Stablo kam an das Königreich der Niederlande und fiel 1830 an Belgien. Nach dem Ersten Weltkrieg gehörte auch Malmedy zu Belgien. Die Abteikirche von Stablo ist heute Ruine, die erhaltenen Klostergebäude von Stablo dienten seither als Rathaus, als Gerichtsgebäude und als Krankenhaus der Kreuztöchter. In Malmedy waren die ehemaligen Abteigebäude, von denen 1944 ein Teil zerstört wurde, seither als Gymnasium, Gericht und Museum in Benutzung. Ein reich gearbeiteter Reliquienschrein des Hl. Remaclus (von 1268) und eine Reliquienbüste des Hl. Poppo aus dem 18. Jahrhundert, vom Künstler Goeswin von Lüttich gefertigt, befinden sich in der Staveloter Pfarrkirche. Die monastische Tradition der Abtei Stavelot-Malmedy wird heute durch das Benediktinerpriorat Wavreumont fortgesetzt.

## Verfassung

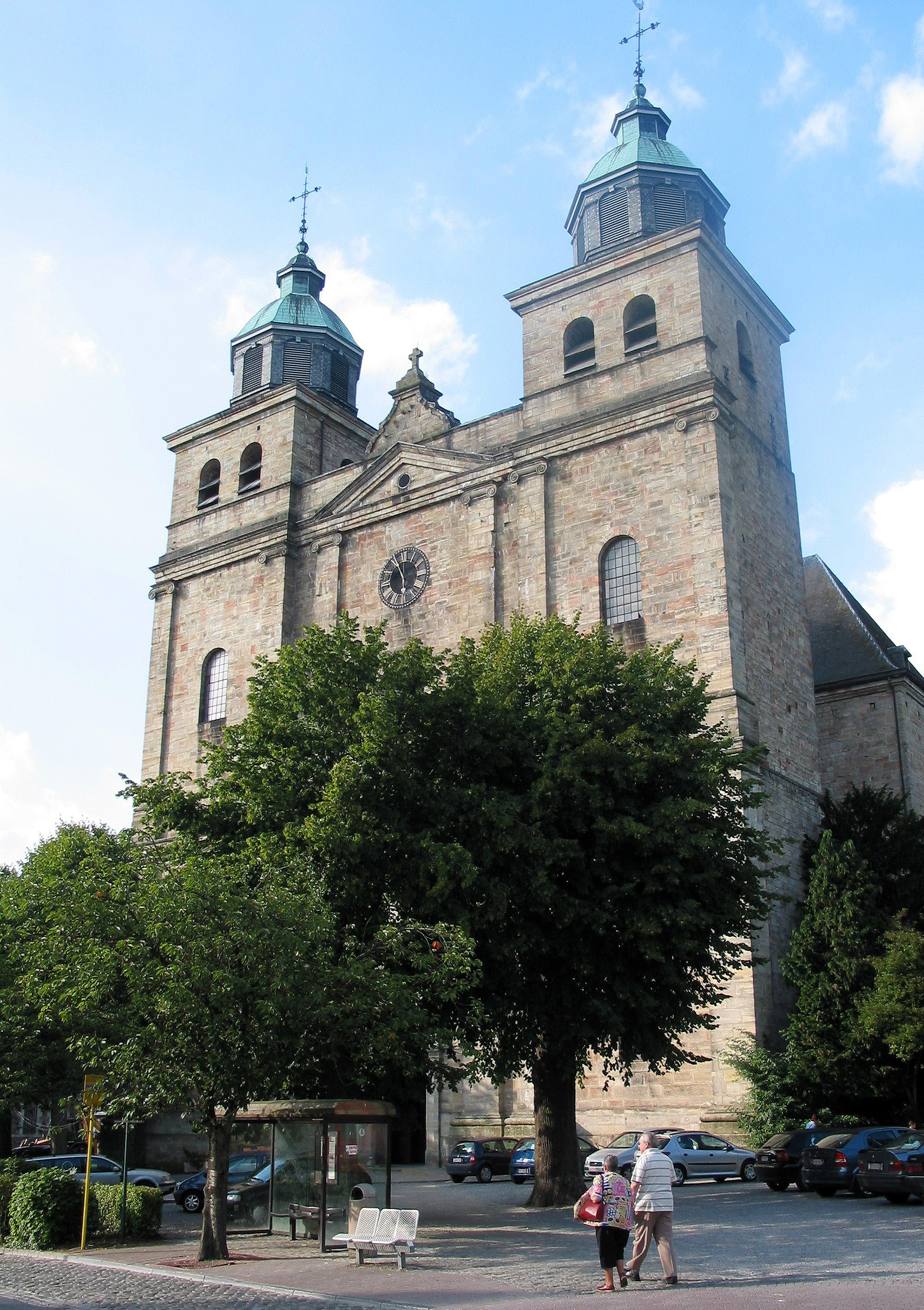
Die ehemalige Klosterkirche und Kathedrale Saints-Pierre, Paul et Quirin von Malmedy

Es handelte sich bei Stablo und Malmedy um eine Doppelabtei bestehend aus zwei Benediktinerklöstern, die unter dem gemeinsamen Abt standen. Während Stablo in kirchlicher Hinsicht dem Bistum Lüttich unterstand, gehörte Malmedy zum Erzbistum Köln. Aber dennoch bildeten beide reichsrechtlich ein einheitliches Territorium.
Der Reichsabt/Fürstabt und somit das Doppelkloster hatte in der frühen Neuzeit Sitz und Stimme im Reichsfürstenrat und gehörte zum niederrheinisch-westfälischen Reichskreis.
An der Spitze stand der Abt beziehungsweise Reichsabt oder Fürstabt. Dieser wurde von den Mönchen in einer Vollversammlung beider Klöster gewählt. Jedem Kloster stand ein Prior vor. Bei Vakanz bildeten die beiden Kapitel die höchste Macht. Zur Zeit der Kommendataräbte verfügten diese über das fürstliche Einkommen, während die geistliche Macht bei den Prioren lag.
Zwischen beiden Klöstern gab es immer wieder Streit um die Vorherrschaft. Ein erster Konflikt wurde etwa 980 durch das Konzil von Ingelheim beigelegt. Dieses verpflichtete die Mönche sich einem Oberhaupt unterzuordnen. Im Jahr 1095 spaltete sich Malmedy zeitweise ab. Durch das angebliche Eingreifen des heiligen Remaclus (Triumphus Sancti Remacli) legte Heinrich IV. die Vorherrschaft von Stablo fest. Aber dennoch kam es zu weiteren Konflikten zwischen beiden Konventen. Wilhelm Egon von Fürstenberg (1692–1694) versuchte als Verwalter vergeblich einen engeren Zusammenschluss zwischen beiden Häusern zu stiften.
Abt Heinrich von Merode (1439–1460) verstärkte den zentralen Status von Abt und Klöstern, als er die überkommenen Privilegien und Rechte erneuern ließ. Die gesamte weltliche Macht lag beim Abt. Allerdings hatte dieser Wahlkapitulationen zu beachten, die von den beiden Kapitel vor der jeweiligen Regierungsübernahme verfasst wurden. Außerdem existierten auch Landstände. In diesen waren die beiden Prioren, die Vorsteher der Lehnsherrschaften, die Schöffen der Lehnsgerichte von Stablo und Malmedy, den Bürgermeister der Städte sowie den Vertretern der Gemeinden zusammen. Diese hatten das Recht über Steuern und Abgaben zu beschließen.
Wichtigster weltliche Amtsträger war als Befehlshaber des militärischen Aufgebots der sogenannte Podestat. In der Grafschaft Logne entsprach ihm der Burggraf.
Fürstabt Ernst von Bayern schuf 1559 den Conseil provincial als fürstliches Beratungsgremium und oberstes Gericht. Präsident war stets der Prior von Stablo und sein Stellvertreter der von Malmedy. Darunter bildeten die beiden Lehnsgerichte als Berufungsinstanzen für die lokalen Gerichte die nächste Ebene des Gerichtswesens. Gegen die Beschlüsse des Conseil provincial konnte zunächst beim Gericht in Aachen und nach 1645 beim Großen Rat von Mecheln beziehungsweise Luxemburg sowie beim Reichskammergericht in Wetzlar und beim Reichshofrat in Wien Berufung eingelegt werden.
Der Fürst erhielt seit dem Beginn des 16. Jahrhunderts einen Anteil von etwa 20 % des Gesamteinkommens der Abtei. Hinzu kamen weitere Anteile an den Einkünften der Abtei. Diese waren bereits seit dem 9. Jahrhundert vom Einkommen der Konvente getrennt.
Sofern der Fürstabt im Land residierte, lebte er zunächst meist im Kloster von Stablo, er hatte auch Räume in Malmedy. In der frühen Neuzeit residierten die Fürstäbte zeitweise auf Schloss Logne im Westen ihres Machtbereichs. Abt Wilhelm von Manderscheid ließ 1525 bis 1535 eine neue, relativ luxuriöse Residenz auf einem Hügel in der Mitte zwischen den beiden Klöstern errichten.
Die meisten Einwohner lebten von der Landwirtschaft. Wirtschaftlich war diese aber wenig ergiebig. Es entwickelten sich daher verschiedene Gewerbezweige. Darunter spielten zeitweise die Pulvermühlen und zahlreichen Gerbereien eine wichtige Rolle. Auch die Herstellung von Stoffen und Spitzen spielte eine Rolle. Seit dem Mittelalter hatte die Abtei das Recht der Münzprägung.